# Danie Burger
Danie Burger (eigentlich Michiel Daniel Burger; * 25. März 1933 in Lichtenburg; † 17. Januar 1990 in Johannesburg) war ein südafrikanisch-simbabwischer Hürdenläufer, Stabhochspringer, Zehnkämpfer und Sprinter.
1956 erreichte er bei den Olympischen Spielen in Melbourne für Südafrika startend über 110 m Hürden das Halbfinale.
Für die Föderation von Rhodesien und Njassaland startend gewann er bei den British Empire and Commonwealth Games 1962 in Perth Silber im Stabhochsprung und wurde Vierter in der 4-mal-110-Yards-Staffel. Über 120 Yards Hürden scheiterte er im Vorlauf.
1961 wurde er Englischer Meister im Zehnkampf.
Seine persönliche Bestzeit über 120 Yards Hürden von 14,1 s stellte er am 1. November 1956 in Pretoria auf.